# Буховской сельсовет
Буховской сельсовет — сельское поселение в Чаплыгинском районе Липецкой области Российской Федерации.
Административный центр — село Буховое.

## История
Статус и границы сельского поселения установлены Законом Липецкой области от 23 сентября 2004 года № 126-ОЗ «Об установлении границ муниципальных образований Липецкой области»

## Население
| 2010 | 2012 | 2013 | 2014 | 2015 | 2016 | 2017 |
| ---- | ---- | ---- | ---- | ---- | ---- | ---- |
| 481  | ↘465 | ↘432 | ↘417 | ↘410 | ↘393 | ↘388 |
| 2018 | 2021 |      |      |      |      |      |
| ↗401 | ↗535 |      |      |      |      |      |

## Состав сельского поселения
| № | Населённый пункт | Тип населённого пункта       | Население |
| - | ---------------- | ---------------------------- | --------- |
| 1 | Батыревский      | посёлок                      | 0         |
| 2 | Буховка          | деревня                      | 50        |
| 3 | Буховое          | село, административный центр | ↘369      |
| 4 | Калининский      | посёлок                      | 62        |

## Местное самоуправление
Главы сельского поселения
- Кувшинов Сергей Михайлович
- с 2016 года — Загуменникова Ольга Викторовна[11]